# Awantury kosmiczne
Awantury kosmiczne – powieść przygodowo-obyczajowa dla młodzieży Edmunda Niziurskiego wydana po raz pierwszy w 1978. Druga część tzw. „trylogii odrzywolskiej”, której pierwszą częścią jest Naprzód, Wspaniali!, a trzecią Adelo, zrozum mnie!. W powieści występują cechy charakterystyczne dla późnego okresu twórczości Niziurskiego. Cechuje ją pesymistyczna tonacja z licznymi elementami groteski, zawiera liczne aluzje do rzeczywistości społeczno-gospodarczej epoki gierkowskiej. Późniejsze wydanie, pod tytułem Klejnoty śmierci, czyli tajemnica Awaramisów, bardzo różni się od wydania pierwotnego.

## Opis fabuły
Akcja rozgrywa się w małym (fikcyjnym) miasteczku Odrzywoły. Głównymi bohaterami są czterej przyjaciele – Tomasz Okist (narrator), Zygmunt Gnacki „Gnat”, Aleksander Kleksiński „Kleksik” oraz Maciej Kwękacz „Kękuś” (znani już z Naprzód, Wspaniali!). Są uczniami VIII klasy szkoły podstawowej im. Rejtana i zajmują się redagowaniem szkolnej gazetki.
Pojawienie się w szkole nowego woźnego, Macocha zwanego „Bamboszem”, miłośnika lśniących podłóg, prowadzi do konfliktu redaktorów gazetki z dyrektorem szkoły, mgr Oberonowiczem „Oberonem”, który zarzuca im nękanie i wyśmiewanie sumiennego pracownika. Jednocześnie bohaterowie zauważają, że na terenie szkoły mają miejsce dziwne zdarzenia. Sądzą, że jest za nie odpowiedzialny „Bambosz”, który w przeszłości był marynarzem na statku ratowniczym i ma znajomych z marginesu społecznego. Ustalają, że nieznane osoby krążące wokół szkoły poszukują „awaramisów” – cennych klejnotów z Bliskiego Wschodu. „Awaramisy” w trakcie II wojny światowej należały do antykwariusza, który był później sublokatorem na poddaszu gmachu szkoły, dlatego chłopcy przypuszczają, że klejnoty mogą być ukryte na terenie budynku. Jednocześnie narrator, Tomasz Okist, zaczyna coraz bardziej interesować się płcią przeciwną, a zwłaszcza nową uczennicą, atrakcyjną Matyldą Opat, która jest córką dyrektora przedsiębiorstwa pogrzebowego.

## Kontekst
Tonacja powieści jest pesymistyczna, momentami groteskowa. Awantury kosmiczne zawierają liczne odniesienia do rzeczywistości PRL-u, zwłaszcza do kryzysu ekonomicznego końca lat 70. W powieści pojawiają się liczne wzmianki o braku mięsa. Ten problem martwi zarówno rodziny bohaterów, jak i dyrektora szkoły starającego się o zaopatrzenie szkolnej stołówki. Trudności napotyka też remont szkoły. Narratora nawiedza katastroficzny sen o powodzi i uciekających szczurach; także w szkole uczniowie i nauczyciele znajdują martwe szczury. Mieszkańcy Odrzywołów są zmęczeni codziennymi problemami, przez co stają się dla siebie nieżyczliwi. Najlepiej prosperującym w mieście zakładem jest przedsiębiorstwo pogrzebowe, którego dyrektor postrzegany jest przez lokalną społeczność jako człowiek, który odniósł sukces życiowy. W miejscowym domu starców istnieje specjalne stanowisko „spedytora”, który zajmuje się wyłącznie organizowaniem pogrzebów pensjonariuszy. Wśród dorosłych brak jest postaci jednoznacznie pozytywnych. I nauczyciele, i rodzice wydają się bezradni wobec rzeczywistości, nie rozumieją młodzieży, która z kolei stara się ukrywać przed nimi swoje kłopoty. Atmosferę absurdu podkreśla jeszcze sposób wyrażania się postaci; zwłaszcza młodzi bohaterowie używają w swych rozmowach przesadnie dojrzałego języka, będącego parodią stylu naukowego czy publicystycznego. Dużą rolę w książce odgrywają elementy oniryczne, np. wspomniany wyżej sen o powodzi. Powieść kończy się sceną przypominającą chocholi taniec – w czasie wywiadówki rodzice i nauczyciele, przypadkowo poddani działaniu gazu rozweselającego, zapominają o problemach i urządzają potańcówkę w sali gimnastycznej.